# Kharman Kūh
Kharman Kūh (persiska: خرمن کوه) är ett berg i Iran.   Det ligger i provinsen Fars, i den centrala delen av landet, 700 km söder om huvudstaden Teheran. Toppen på Kharman Kūh är 3 183 meter över havet.
Terrängen runt Kharman Kūh är bergig åt sydost, men åt nordväst är den kuperad. Kharman Kūh är den högsta punkten i trakten. Runt Kharman Kūh är det ganska glesbefolkat, med 39 invånare per kvadratkilometer. Närmaste större samhälle är Rownīz-e ‘Olyā, 18,6 km öster om Kharman Kūh. Omgivningarna runt Kharman Kūh är i huvudsak ett öppet busklandskap.